# Pacific Nations Cup 2023
Der Pacific Nations Cup 2023 war die 16. Ausgabe des Rugby-Union-Turniers Pacific Nations Cup. Beteiligt waren die Nationalmannschaften von Fidschi, Japan, Samoa und Tonga. Zwischen dem 22. Juli und dem 5. August 2023 fanden sechs Spiele statt. Den Titel sicherte sich zum sechsten Mal Fidschi.

## Tabelle
|    | Land    | Spiele | Siege | Unent. | Ndlg. | Spiel- punkte | Diff. | Bonus- punkte | Tabellen- punkte |
| -- | ------- | ------ | ----- | ------ | ----- | ------------- | ----- | ------------- | ---------------- |
| 1. | Fidschi | 3      | 3     | 0      | 0     | 104:51        | + 53  | 3             | 15               |
| 2. | Samoa   | 3      | 2     | 0      | 1     | 77:64         | + 13  | 1             | 9                |
| 3. | Japan   | 3      | 1     | 0      | 2     | 55:75         | − 20  | 1             | 5                |
| 4. | Tonga   | 3      | 0     | 0      | 3     | 45:91         | − 46  | 1             | 1                |

## Ergebnisse
| 22. Juli 2023 15:00 FJT | Fidschi | 36 : 20         | Tonga | Churchill Park, Lautoka Zuschauer: 15.000 Schiedsrichter: Paul Williams (Neuseeland) |
| 22. Juli 2023 15:00 FJT | Versuche: Strafversuch 5. Nayacalevu 7. n.erh. Matvesi 12. erh. Tuisova 40.+1 erh. Matawalu 80. erh. Erhöhungen: Muntz (3/4) Straftritte: Muntz (1/1) 68. | (19:15) Bericht | Versuche: Maile 15. n.erh. Fifita 20. erh. Taumoefolau 48. n.erh. Erhöhungen: Mausia (1/3) Straftritte: Mausia (1/1) 26. | Churchill Park, Lautoka Zuschauer: 15.000 Schiedsrichter: Paul Williams (Neuseeland) |

| 22. Juli 2023 14:50 JST | Japan                                                                                              | 22 : 24         | Samoa | Sapporo Dome, Sapporo Zuschauer: 22.063 Schiedsrichter: Mathieu Raynal (Frankreich) |
| 22. Juli 2023 14:50 JST | Versuche: Fakatava 6. erh. Erhöhungen: Lee (1/1) 7. Straftritte: Lee (5/5) 19., 42., 47., 57., 61. | (10:10) Bericht | Versuche: Motuga 37. erh. Taumateine 48. erh. Manu 63. erh. Erhöhungen: Lealiʻifano (3/3) Straftritte: Leali’ifano (1/1) 25. | Sapporo Dome, Sapporo Zuschauer: 22.063 Schiedsrichter: Mathieu Raynal (Frankreich) |

Dies war der erste Sieg der Samoaner gegen Japan seit 2012.
| 29. Juli 2023 15:00 WST | Samoa                                                                                     | 19 : 33        | Fidschi | Apia Park, Apia Zuschauer: 8.000 Schiedsrichter: Angus Gardner (Australien) |
| 29. Juli 2023 15:00 WST | Versuche: Lealiʻifano 20. n.erh. Manu 45. erh. Lee 60. erh. Erhöhungen: Leali’ifano (2/3) | (5:27) Bericht | Versuche: Ikanivere (2) 6. n.erh., 16. n.erh. Masi 12. erh. Ravutaumada 30. erh. Erhöhungen: Muntz (2/4) Straftritte: Muntz (3/4) 24., 40., 54. | Apia Park, Apia Zuschauer: 8.000 Schiedsrichter: Angus Gardner (Australien) |

| 19. Juli 2023 19:30 JST | Japan | 21 : 16        | Tonga                                                                           | Hanazono-Rugbystadion, Higashiōsaka Zuschauer: 27.346 Schiedsrichter: Matthew Carley (England) |
| 19. Juli 2023 19:30 JST | Versuche: Naikabula 20. n.erh. Fakatava 40. n.erh. Masirewa 53. n.erh. Straftritte: Lee (1/1) 32. Matsuda (1/1) 67. | (13:5) Bericht | Versuche: Takalua 23. n.erh. Moli 57. n.erh. Straftritte: Havili (2/2) 42., 47. | Hanazono-Rugbystadion, Higashiōsaka Zuschauer: 27.346 Schiedsrichter: Matthew Carley (England) |

Als erster tongaischer Spieler überhaupt erreichte Sonatane Takulua den Meilenstein von 50 Test Matches.
| 5. August 2023 15:00 WST | Samoa | 34 : 9         | Tonga                                              | Apia Park, Apia Zuschauer: 4.000 Schiedsrichter: Angus Gardner (Australien) |
| 5. August 2023 15:00 WST | Versuche: Malolo 24. erh. Faiʻilagi 47. erh. Paiaʻaua 58. erh. Matavao 64. erh. Erhöhungen: Leuila (4/4) Straftritte: Leuila (2/2) 16., 40. | (10:9) Bericht | Straftritte: Havili (1/1) 5. Mausia (2/2) 30., 37. | Apia Park, Apia Zuschauer: 4.000 Schiedsrichter: Angus Gardner (Australien) |

| 5. August 2023 19:15 JST | Japan                                                                  | 12 : 35        | Fidschi | Prinz-Chichibu-Rugbystadion, Tokio Zuschauer: 27.000 Schiedsrichter: Matthew Carley (England) |
| 5. August 2023 19:15 JST | Versuche: Naikabula 71. erh. Masirewa 77. n.erh. Erhöhungen: Lee (1/2) | (0:21) Bericht | Versuche: Nayacalevu 4. erh. Mawi 17. erh. Kuruvoli 38. erh. Lomani (2/2) 58. erh., 80.+1 erh. Erhöhungen: Volavola (4/4) Tela (1/1) | Prinz-Chichibu-Rugbystadion, Tokio Zuschauer: 27.000 Schiedsrichter: Matthew Carley (England) |

- Kōtarō Matsushima absolvierte sein 50. Test Match für Japan.
- Dies war der erste Auswärtssieg der Fidschianer gegen Japan seit 2012.